# Hołynka (Litwa)
Hołynka – dawny zaścianek. Tereny, na których był położony, leżą obecnie na Litwie, w okręgu wileńskim, w rejonie solecznickim, w gminie Dziewieniszki.

## Historia
W czasach zaborów zaścianek w gminie Dziewieniszki, w powiecie oszmiańskim, w guberni wileńskiej Imperium Rosyjskiego. W 1870 roku liczy 22 mieszkańców, należał do dóbr skarbowych Dziewieniszki.
W latach 1921–1945 zaścianek leżał w Polsce, w województwie wileńskim, w powiecie oszmiańskim, w gminie Dziewieniszki.
W 1931 w 5 domach zamieszkiwało 20 osób.
Wierni należeli do parafii rzymskokatolickiej w Sierwiliszkach. Miejscowość podlegała pod Sąd Grodzki w Holszanach i Okręgowy w Wilnie; właściwy urząd pocztowy mieścił się w Dziewieniszkach.